# Mustelus antarcticus
Espèce
Répartition géographique
Statut de conservation UICN

 LC  : Préoccupation mineure
L'émissole gommée (Mustelus antarcticus) ou "gummy shark" en anglais est une espèce de requins présente sur la côte sud de l'Australie jusqu'à une profondeur de 350 mètres.  Non dangereux pour l'homme, il se nourrit principalement de crustacés, de vers, de petits poissons et de céphalopodes.  Il peut atteindre une taille maximale de 157cm pour les mâles et 175cm pour les femelles.